# Histoplasma capsulatum
Histoplasma capsulatum je bifazna gljiva koja ima sposobnost da prelazi iz saprofitne u parazitnu fazu. Adaptira se na organizam domaćina tako što koristi tkiva domaćina za ishranu i razmnožavanje. Može izazvati plućnu i diseminovanu histoplazmozu.

## Etimologija
Godine 1905. Semjuel Tejlor Darling je slučajno identifikovao mikroorganizam sličan protozoama u obdukcijskom uzorku dok je pokušavao da razume malariju, koja je preovladavala tokom izgradnje Panamskog kanala. Ovaj mikroorganizam je nazvao Histoplasma capsulatum jer je upadao u citoplazmu (plazmu) ćelija sličnih histiocitima (Histo) i imao refraktivni oreol koji oponaša kapsulu (capsulatum), pogrešan naziv.

## Parazitna forma
Parazitska forma histoplazme se karakteriše blastosporama veličine 2-4μ i debelom kapsulom koja prelama svetlost. 
Na 37°C kultura hisoplazme podseća na kvasce a na 26°C obrazuje razgranati micelium sa brojnim mikrokonidiama i krupnim loptastim sporama. Spore su obavijene debelom kapsulom koja ima zrnaste izraštaje.

## Geografska distribucija
H. capsulatum je „rasprostranjen širom sveta, osim na Antarktiku, ali najčešće povezan sa rečnim dolinama“ i javlja se uglavnom u „Centralnim i Istočnim Sjedinjenim Američkim Državama“ a zatim slede „Centralna i Južna Amerika i druga područja svet“ Najzastupljenija je u dolinama reka Ohaja i Misisipi. 
Enzootske i endemske zone H. capsulatum mogu se grubo podeliti na područja jezgra, gde se gljiva široko javlja u zemljištu ili na vegetaciji kontaminiranoj ptičjim izmetom ili ekvivalentnim organskim unosima, i periferne oblasti, gde se gljiva javlja relativno retko u vezi sa zemljištem. , ali se još uvek nalazi u izobilju u teškim nakupinama slepih miševa ili ptičjih guana u zatvorenim prostorima kao što su pećine, zgrade i šuplja stabla. Glavno područje za ovu vrstu uključuje doline reka Misisipi, Ohajo i Potomak u SAD, kao i širok raspon susednih oblasti koje se protežu od Kanzasa, Ilinoisa, Indijane i Ohaja na severu do Misisipija, Luizijana, i Teksas na jugu. U nekim oblastima, kao što je Kanzas Siti, testiranje kože sa preparatom antigena histoplazmina pokazuje da 80–90% populacije ima reakciju antitela na H. capsulatum, što verovatno ukazuje na prethodnu subkliničku infekciju.  Severne američke države kao što su Minesota, Mičigen, Njujork i Vermont su periferne oblasti za histoplazmozu, ali imaju raštrkane okruge u kojima je 5–19% stanovnika tokom života izloženo H. capsulatum. Jedan okrug Njujorka, okrug Sent Lorens (preko reke Sv. Lorens od oblasti Kornvol – Preston – Brokvil u Ontariju, Kanada) pokazuje izloženost preko 20%.
Rasprostranjenost H. capsulatum u Kanadi nije tako dobro dokumentovana kao u SAD. Dolina Svetog Lorensa je verovatno najpoznatiji endemski region zasnovan i na izveštajima slučajeva i na brojnim studijama reakcija na kožne testove koje su rađene između 1945. i 1970. Područje Montreala je posebno dobro dokumentovano endemsko žarište, ne samo u poljoprivredi. regioni koji okružuju grad  ali i unutar samog grada. Područje Maunt Rojal u centralnom Montrealu, posebno na severnoj i istočnoj strani Mt. Roial Parka, pokazalo je stope izloženosti između 20 i 50% kod školske dece i lokalnih studenata univerziteta koji borave tokom celog života. Posebno visoka stopa izloženosti od 79,3% pokazala se u Sent Tomasu, Ontario, južno od Londona, Ontario, nakon što je 7 lokalnih stanovnika umrlo od histoplazmoze 1957. godine. Na osnovu brojnih malih regionalnih studija, reaktori za kožni test histoplazmina formiraju ca. 10–50% stanovništva u većem delu južnog Ontarija i u dolini Svetog Lorensa u Kvebeku, ca. 5% u južnoj Manitobi i nekim severnim delovima Kvebeka (npr. Abitibi-Temiscamingue), i oko. 1% u Novoj Škotskoj. Izloženost aboridžinskih Kanađana javlja se izuzetno daleko na severu u Kvebeku, ali nije prijavljena u sličnim borealnim biogeoklimatskim zonama u mnogim drugim delovima Kanade. Nedavno i izvanredno, pokazalo se da je grupa od četiri slučaja histoplazmoze stečena autohtono povezana sa golf terenom u predgrađu Edmontona, Alberta. Ispitivanje je pokazalo da je izvor bio lokalno tlo.

## Put prenošenja
Domaćini su ptice i slepi miševi i njihovim izmetom se kontaminitra tlo. Čovek se inficira udisanjem prašine u kojoj se nalaze spore. 
Bolest izazvana histoplazmom ne prenosi se  sa jednog na drugog čoveka.

## Klinički značaj
Histoplazmoza je infektivno oboljenje izazvano gljivicom Histoplasma capsulatum i najčešće zahvata pluća, a u ređim slučajevima može se širiti i na druge organe.
Najveći broj inficiranih prolazi asimptomatski. Kod simptomatskih oblika bolest se manifestuje 3-17 dana nakon ekspozicije. Kada se simptomi jave, bolest prolazi u vidu akutne respiratorne infekcije, jer Histoplasma najčešće zahvata pluća. Simptomi su generalizovana malaksalost, visoka temepratura, bol u grudima i suv, neproduktivan kašalj. Nekada prelazi u hronični oblik u vidu emfizema i sl.
Diseminovani oblik može biti fatalan ukoliko se pravovremeno ne leči. Najčešće nastaje kod odojčadi i male dece i karakteriše se visokom temperaturom, iscrpljenošću i hepatosplenomegalijom (uvećane jetra i slezina).
Hronični diseminovani oblik duže traje, javlja se kod osoba sa oslabljenim imunitetom (oboleli od malignih oboljenja, dugotrajna terapija kortikosteridima, HIV, transplatacija organa) i karakteriše se groznicom, anemijom, hepatitisom, pneumonijom (zapaljenje pluća), perikarditisom (zapaljenje srčane kese), meninigitisom i ulceracijama u ustima, na jeziku, nosu i larinksu.

## Dijagnoza
Postavlja se na osnovu:
- anamneze,
- kliničke slike,
- laboratorijskih analiza,
- dokazom  uzročnika u sputumu
- dokazom uzorčnika nakon biopsije,
- dokazom u direktnom preparatu,
- kulturi tkiva
- na osnovu seroloških reakcija (ELISA, RVK; imnoflorescencija).

## Terapija
Kod asimptomatskih i blažih slučajeva, lečenje nije potrebno. 
Kod težih oblika daju se antifungicidi, amfotericin B, itrokonazol ili ketokonazol.

## Galerija
- Histopatologija Histoplasma capsulatum, GMS mrlja, pokazuje uski pupajući kvasac
- H. capsulatum.
- Histoplazma (jarko crvena, mala, kružna). PAS dijastaza mrlja
- Histoplazma u granulomu. PAS dijastaza mrlja.
- Histoplazma u granulomu. PAS dijastaza mrlja.
- Histoplazma u granulomu. GMS mrlja.

## Spoljašnje veze
|  | Molimo Vas, obratite pažnju na važno upozorenje u vezi sa temama iz oblasti medicine (zdravlja). |